# Koukin (Sourgoubila)
Pour les articles homonymes, voir Koukin.
Koukin est une commune rurale située dans le département de Sourgoubila de la province du Kourwéogo dans la région Plateau-Central au Burkina Faso.

## Santé et éducation
Le centre de soins le plus proche de Koukin est le centre de santé et de promotion sociale (CSPS) de Sourgoubila tandis que le centre hospitalier le plus proche est le CHU de Yalgado-Ouédraogo dans le secteur 4 de Ouagadougou.